# Anton Pieck
Anton Franciscus Pieck (Den Helder, 19 april 1895 – Overveen, 24 november 1987) was een Nederlands kunstschilder, tekenaar, etser en graficus. Anton Pieck is vooral bekend geworden om zijn romantische tekeningen met levendige taferelen uit een geïdealiseerd nostalgisch verleden en om zijn sprookjesbos in de Efteling.
Als boekillustrator kon Pieck zich meten met de grote Engelse voorbeelden uit de 20e eeuw en drukte hij een belangrijk stempel op het beeld van de wereldliteratuur in Nederlandse vertaling. Piecks werk was ook populair op geboorte- en kerstkaarten, en nog steeds verschijnen elk jaar meerdere Pieck-kalenders. Sinds 1984 staat in Hattem het Anton Pieck Museum.

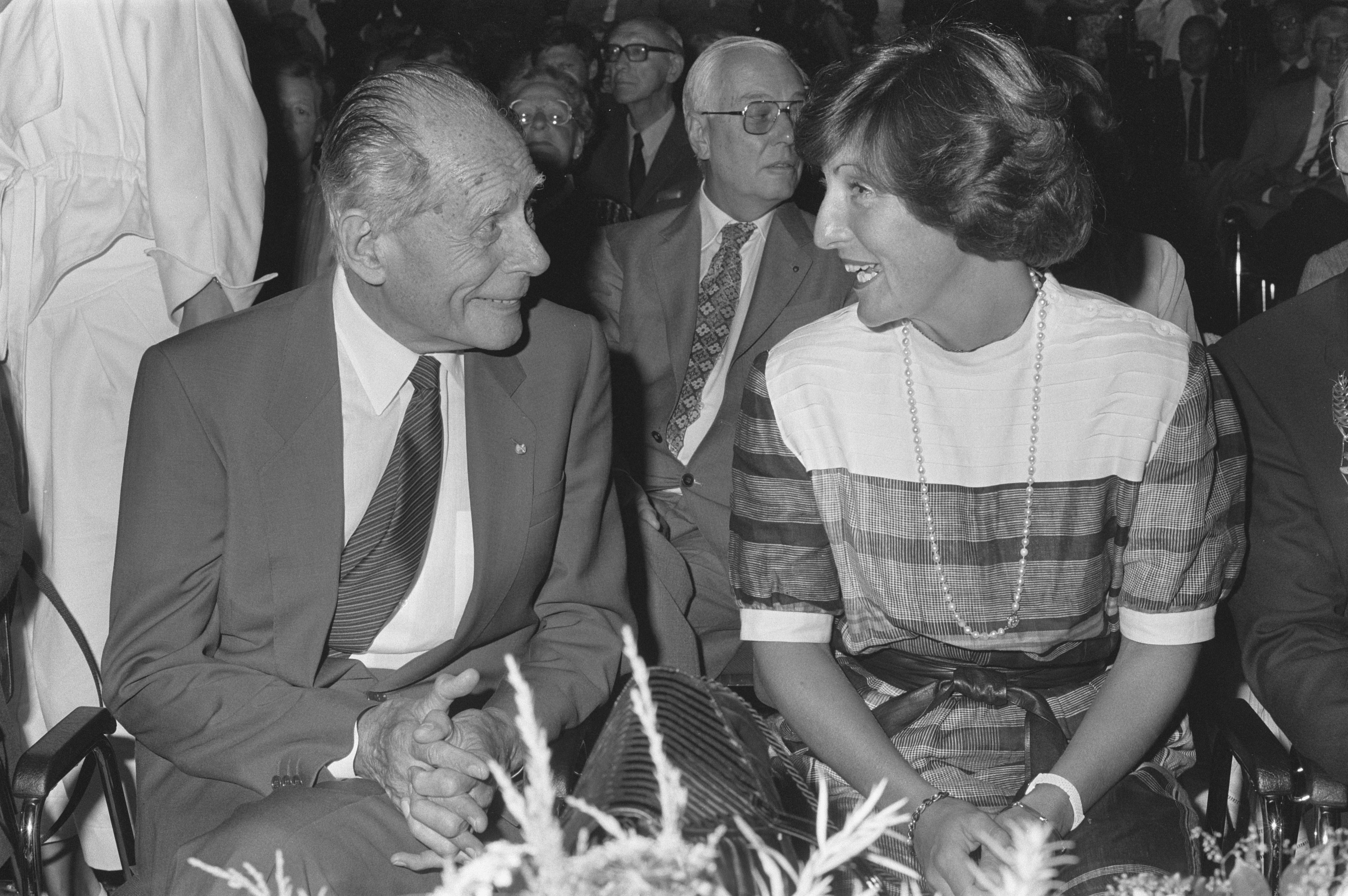
Anton Pieck en Prinses Margriet bij de opening van het Anton Pieckmuseum.

## Levensloop

### Jeugd en opleiding (1895-1912)
Anton Franciscus Pieck werd op 19 april 1895 geboren in Den Helder als helft van een tweeling. Zijn ouders waren Henri Christian Pieck (1861-1922), machinist bij de marine, en Petronella Pieck-Neyts (1855-1944). Zijn broer was Henri Christiaan, die eveneens kunstschilder werd. Nog voor hij naar school ging was Anton aan het tekenen. Toen hij drie was en een keer voor het raam stond te huilen vroeg zijn moeder wat er aan de hand was: 'Ik kan de regen niet tekenen!' Op zesjarige leeftijd kregen beide broers tekenles van J.B. Mulders, die een avondschool had waar de broers naast de lagere school heen gingen. Hij merkte de begaafdheid van de tweeling op en leerde ze de grondbeginselen van perspectief en proportie.
In 1906 maakte de elfjarige Anton zijn eerste bewaard gebleven 'ijsvermaakje', een schaatstafereel met op de achtergrond een huis waarvoor een man staat en twee kinderen uit het raam kijken: vader en de broers Pieck. De voorstelling toont een bevroren stadsgracht, ingesloten door precies getekende huizen, met op het ijs een gekrioel van kinderen in allerlei fasen van schaatsenrijden en leren schaatsen. 'Reeds hier,' aldus Pieckbiografen Van Eysselsteijn en Vogelesang, 'hebben de figuurtjes op het ijs het ongewild koddige van kleine insecten, die doodserieus bezig zijn, met plezier, doch ook met diepe ernst.' En hoewel Anton te jong was om het werk van Bruegel te kennen 'is een zekere verwantschap met de Brueghelse massa hier reeds embryonaal aanwezig'. Hetzelfde jaar won Anton de eerste prijs van een huisvlijtwedstrijd met een aquarel waarop een stilleven met een bruin potje op een oude stoof te zien is. De prijs bestond uit vijf tubes verf en een fixeerspuit. 'Ik was er geweldig trots op en geweldig gelukkig mee,' aldus Anton later, want hij had een prestatie geleverd die erkenning ondervond.
In 1906 ging de vader van de tweeling als onderofficier/machinist bij de marine met pensioen en verhuisde het gezin naar Den Haag, de geboorteplaats van vader Pieck, en later, in 1914, naar de Weimarstraat 266. Hier volgden de broers na school van zeven tot tien uur 's avonds de tekencursus van de Koninklijke Academie van Beeldende Kunsten. Later deden ze de gedegen opleiding van het tekeninstituut Bik en Vaandrager en behaalden daar de onderwijsakten A en B. Pieck-biograaf Hans Vogelesang omschrijft het curriculum van de opleiding als volgt:
goed leren kijken en exact leren weergeven; perspectiefleer, tekenen van stillevens en gipsornamenten, later gipskoppen en levend model, anatomie en de beginselen van de kunstgeschiedenis. Alles heel schools maar grondig. Voor eigen opvattingen was geen plaats en geen tijd, daarmee kon men ná het examen aan de gang.
Op veertienjarige leeftijd behaalden beide Piecks hun L.O. akte tekenen en drie jaar later de M.O. akte. Anton begon met lesgeven aan het instituut waar hij leerling was geweest, waarvoor hij zich ook in de kunstgeschiedenis moest verdiepen. Henri werd als de kunstenaar van de twee beschouwd en mocht de Rijksakademie voor Beeldende Kunsten in Amsterdam gaan volgen. Pieck heeft nooit geheel verwerkt dat hij zo bij zijn broer werd achtergesteld.

### Van tweeling naar eenling (1912-1915)
Tot hun zeventiende was de tweeling onafscheidelijk, daarna begonnen de verschillen in hun persoonlijkheid zich te ontwikkelen. Henri was speelser, impulsiever en nam het leven wat makkelijker op, een vlotte charmeur in de omgang en in zijn werk. De serieuze kant van het leven probeerde hij te vermijden. Anton daarentegen was ernstiger, hardnekkiger en ontwikkelde zich geleidelijker. Hij besteedde veel tijd aan het onder de knie krijgen van techniek en vormgeving. Hun omgeving zag in Henri meer de artiest en in Anton eerder een tekenleraar. Henri, uiterst getalenteerd, ging alles zo gemakkelijk af dat oppervlakkigheid op de loer lag.
Anton zag bij zijn ouders wat een gebrek aan financiële zekerheid voor zorgen veroorzaakte. Hij besefte dat alleen hijzelf voor zijn eigen bestaanszekerheid kon zorgen: 'Als ik me niet vóór alles financieel onafhankelijk maak, zal ik op de lange duur niets kunnen bereiken.' Het streven daarnaar gaf hem de gedrevenheid en het doorzettingsvermogen om zich zwijgzaam aan zijn werk te wijden. Omdat hij alles zwaar opnam en Henri juist te licht, groeide de tweeling uit elkaar.
Op het instituut waar hij lesgaf leerde Anton de kunstschilder en etser Herman Heuff kennen, in wiens atelier een kleine pers stond. Daarop drukte Anton zijn eerste ets. Een andere vriend werd Henri Daalhoff, die zich op landschappen en interieurs toelegde.

### Dienstplicht (1915-1917)
Van 1915 tot 1917 vervulde Anton zijn dienstplicht, waarvoor hij in 1916 vier maanden in de kazerne aan de Leusderweg te Amersfoort gelegerd was. Overdag exerceerde hij of vervulde hij velddienst, in de avond mocht hij de stad in. In dat jaar maakte hij veertien prenten; op zijn strozak gezeten bewerkte hij zijn koperplaat. Te Amersfoort etste hij het klooster, gevels, een winkeltje en andere onderdelen van het straatbeeld. Zijn productie uit 1916 en 1917 telt meer dan veertig etsen. Amersfoort maakte blijvend indruk: het laatste schilderij uit zijn leven stelt De Teut voor, een niet meer bestaande Amersfoortse wijk.
Na zijn bevordering tot sergeant werd Anton overgeplaatst naar Den Haag en toegevoegd aan de instelling 'Ontwikkeling en Ontspanning', waarvoor hij tekenles gaf aan andere dienstplichtigen. De nieuwe positie verschafte hem meer vrijheid: hij overnachtte thuis in de Weimarstraat en kleedde zich buiten diensttijd in burger. Ook kon hij in zijn vrije tijd militair reizen naar stadjes die zijn belangstelling hadden, zoals Zaltbommel. Hoewel Anton en zijn dienstgenoten beseften dat er oorlog was, 'toch ging het min of meer langs ons heen, zoals al dat ontstellende langs de grenzen van ons land was heengegaan'. In 1917 maakte hij de grote ets van de Cuneratoren te Rhenen. In totaal maakte hij dat jaar meer dan twintig etsen, die laten zien dat hij zijn definitieve stijl begon te vinden.
De overplaatsing naar Den Haag betekende ook dat de banden met oude vrienden werden aangehaald. Volgens Anne Hallema, die in 1930 een boek over Piecks werk publiceerde, oefende met name Daalhoff grote invloed uit op Piecks ontwikkeling. Hij herkende veel van zijn eigen karakter in 'de fijne kunstenaarsnatuur van de ervaren sprookjesschilder, wiens werk hij diep bewondert'. Daalhoff kon enthousiast vertellen over de schoonheid van de kunst van andere tijden en vreemde volkeren. Deze gesprekken gaven 'een andere richting aan Antons gevoelsleven. Hij wordt er door opgenomen in een kleurrijk verbeeldingsleven, waarin hij zich veilig thuis gevoelt'.
In 1917 leerde Pieck zijn toekomstige echtgenote Jo van Poelvoorde kennen. Zij was een zus van Hendrik van Poelvoorde, een van de militairen met wie Anton bevriend was geraakt vanwege een gemeenschappelijke belangstelling voor tekenen. Hendrik kwam geregeld op Piecks atelier en waardeerde zowel zijn werk als hun conversatie. Zijn zus was lerares aan de Koninklijke Nederlandse Weefschool, die gesloten werd toen de oorlog de aanvoer van grondstoffen vanuit Zweden onmogelijk maakte. Hoewel Jo ander werk vond, miste ze de omgang met creatieve mensen, waarop haar broer haar eens meenam naar Piecks atelier: 'Het is er gezellig en je zult eens zien hoe prettig je het er zult vinden.' Ze vond de lange Pieck vriendelijk, maar ook zwijgzaam en af en toe afwezig. Gaandeweg werd de introverte Pieck spraakzamer en vertrouwelijker.

### Vriendschap met Felix Timmermans en eerste boekillustratie (1918-1920)
In de oorlog, in 1916, verscheen de roman Pallieter van de auteur Felix Timmermans uit het Belgische Lier. De Vlaamse sfeer en de Bruegheliaanse taferelen wekten het enthousiasme van Anton op en die zou aan een map met op de roman gebaseerde tekeningen zijn begonnen, ware het niet dat hij Vlaanderen nog nooit zelf gezien had. In deze tijd nam de kunsthandelaar Cox contact met Pieck op: Timmermans was bij hem op bezoek en had assistentie nodig bij het afdrukken van een etsje. Tussen Pieck en Timmermans ontstond een hechte, jarenlange vriendschap. Van Timmermans ging een stimulans uit die Pieck ertoe aanzette groter etswerk te ondernemen, waarvoor hij een grotere pers kocht.
Op Timmermans' initiatief vroeg uitgever Van Kampen Pieck de tiende druk van Pallieter te illustreren. Timmermans wijdde Pieck in in Vlaamse zaken door schetsen bij zijn brieven aan Pieck te voegen: klederdrachten, karren, huisgevels, een kapel met een madonnabeeld. De schetsen waren vaak antwoorden op vragen van Pieck, maar de illustraties verschillen te veel van de schetsen om te kunnen worden beschouwd als uitwerkingen daarvan.
Pieck is vaak in België geweest; in Vlaanderen voelde hij zich thuis, hoewel het anders was dan in Noord-Holland. De overeenkomsten en verschillen tussen Noord en Zuid boeiden hem. Na de oorlog ging hij met zijn broer ook naar Duitsland en Oostenrijk op studiereis, onder meer naar Berlijn, Neurenberg en Wenen, waar Pieck het werk van Brueghel wilde aanschouwen.
Na hun huwelijk in 1922 verhuisden de Piecks naar Heemstede.

### Tekenleraar (1920-1960)
Van 1920 tot zijn pensionering in 1960 was Pieck tekenleraar aan het Kennemer Lyceum in Bloemendaal. Deze betrekking bood hem financiële zekerheid en daarmee de vrijheid alleen de illustratieopdrachten aan te nemen die hem aanstonden. Een van zijn studenten was de Haarlemse arts en auteur Adolf Melchior.

### Reis naar Marokko (1937)
In 1937 verbleef Pieck zes weken in Marokko, waar hij tal van tekeningen maakte, onder meer van straten en steegjes in de historische binnensteden van plaatsen als Fes, Tanger en Marrakech.

### Tweede Wereldoorlog
Tijdens de Tweede Wereldoorlog was Anton actief in het verzet. Hij gebruikte zijn talent als graficus om documenten en stempels te vervalsen. Ook verzorgde hij begrafenissen voor overleden onderduikers.
Pieck werd in 1961 benoemd tot ridder in de Orde van Oranje-Nassau en in 1977 bevorderd tot officier van deze orde.

## Werk
De voorstelling van de mens in het werk had al vroeg komische, groteske of bizarre trekken. Pieck zag van jongs af aan een tegenstelling in enerzijds de gewichtigheid en haastige drukte van de mens en anderzijds diens tijdelijke aanwezigheid en uiteindelijke verdwijnen. Om die reden oefenden oude huizen aantrekkingskracht op hem uit, vanwege het verdwenen maar nog steeds gesuggereerde leven uit het verleden. Deze oriëntatie verleende zijn werk al snel een eigen sfeer.
In interviews liet Pieck regelmatig weten weinig affiniteit te voelen met twintigste-eeuwse fenomenen als flatgebouwen, fabrieken, asfalt of auto's. Zijn werk heeft een geheel eigen stijl, vaak sprookjesachtig en nostalgisch van karakter, en geeft blijk van een grote fantasie en oog voor detail. Zijn illustraties werden buitengewoon populair. De sfeervolle tekeningen zijn nog regelmatig te zien op geboortekaartjes, ex librissen en kalenders. Als boekbandontwerper heeft hij talloze boeken van een band voorzien. Ook heeft Pieck veel geëtst.
Pieck signeerde in zijn beginjaren met A.F. Pieck, maar is daar van afgestapt omdat zijn oom Antonie Franciscus Pieck uit Hollandse Rading voor zijn schilderwerk dezelfde ondertekening hanteerde. Anton gebruikte vervolgens A. Pieck of voluit Anton Pieck.

### Boekillustraties
In 1921 manifesteerde Pieck zich voor de eerste maal als boekillustrator: ter gelegenheid van de tiende druk van de roman Pallieter van de bevriende Vlaamse auteur Felix Timmermans. Vervolgens werd hij voor vele illustraties gevraagd; onder meer illustreerde hij de Camera Obscura van Hildebrand, sprookjes van Hans Christian Andersen en van de gebroeders Grimm, Sil de Strandjutter van Cor Bruijn en Nils Holgersson van Selma Lagerlöf. Pieck is dertien jaar bezig geweest illustraties te maken voor een zestiendelige uitgave van de vertellingen van Duizend-en-een-nacht.

### Efteling

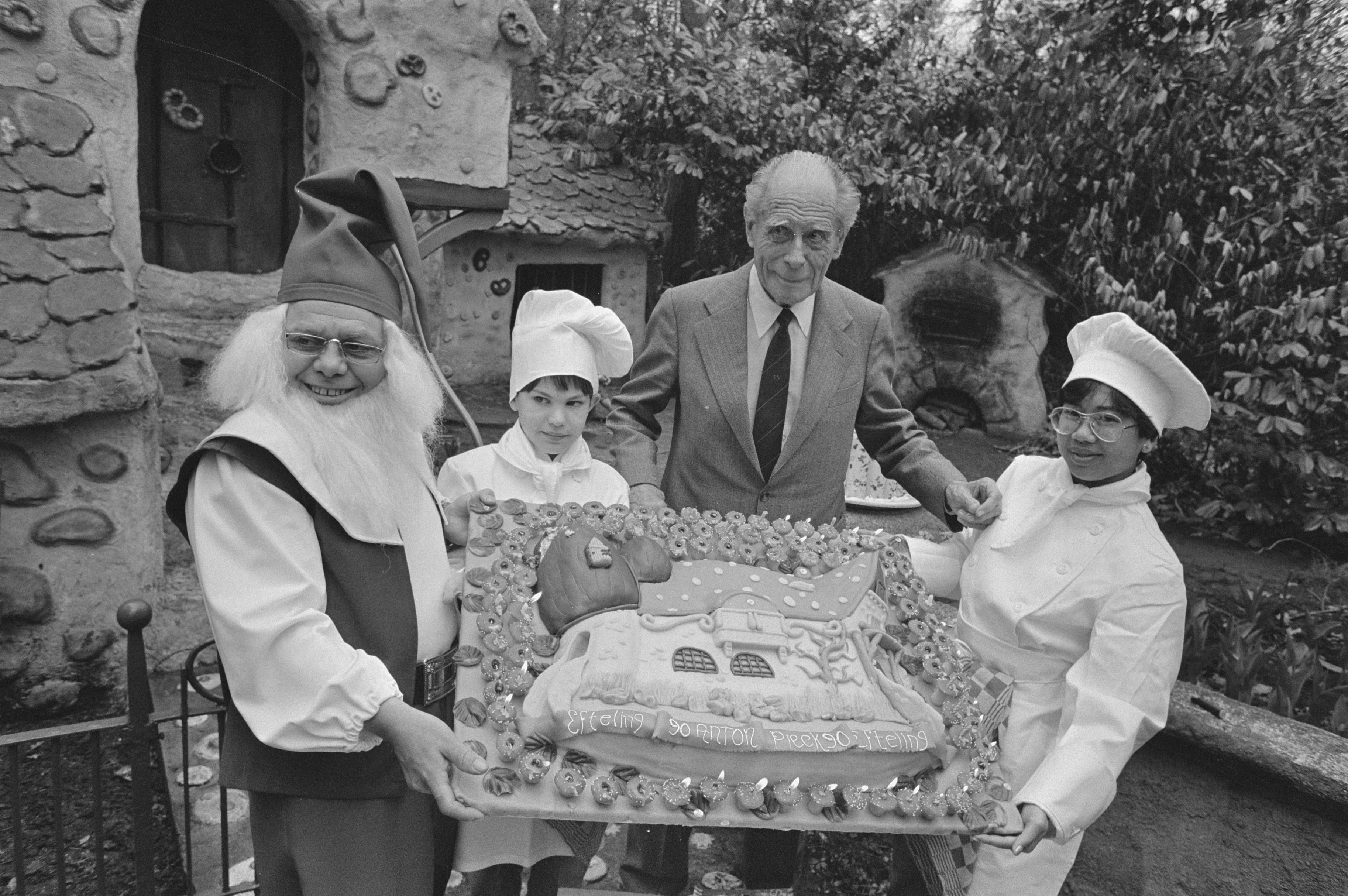
Anton Pieck op zijn 90^{e} verjaardag in de Efteling.

Eind 1951 werd Anton Pieck benaderd door de Eindhovense cineast Peter Reijnders om een sprookjespark te ontwerpen. Aanvankelijk voelde Pieck daar niks voor; hij dacht dat het iets tijdelijks van karton zou worden. Reijnders vroeg of hij toch eens mocht komen praten. Uit beleefdheid nodigde Pieck Reijnders uit. Uit dat gesprek werd het Pieck duidelijk dat het sprookjespark permanent zou worden en van echte, oude dakpannen en bakstenen. Na een half uur hoorde Piecks vrouw gelach en dacht ze 'O God, dat is mis - hij begint eraan'. Pieck begon inderdaad met het ontwerp van de eerste tien sprookjes: Doornroosje, het Kabouterdorp, Langnek, de Sprekende Papegaai, de Chinese Nachtegaal, de put van Vrouw Holle, Kleine Boodschap, Sneeuwwitje en op het Herautenplein De Kikkerkoning en De Magische Klok. Pieck had gedacht dat het sprookjespark geen groot succes zou worden en dat hij in de buurt van Kaatsheuvel een beetje moest oppassen omdat het een grote mislukking was geworden, maar het tegendeel was waar. Op 31 mei 1952 opende sprookjespark De Efteling, dat inmiddels is uitgegroeid tot het grootste attractiepark van de Benelux en ook buiten Nederland grote faam geniet. Zo kreeg Anton Pieck een uitnodiging om voor de Poolse plaats Katowice een soortgelijk park te ontwerpen, maar dit plan werd nooit gerealiseerd. In 1975 verliet Pieck de Efteling als hoofdontwerper en werd hij opgevolgd door Ton van de Ven, maar hij maakte tot ver in 1976 zijn wekelijkse, later maandelijkse woensdagbezoekjes. Tot aan zijn laatste levensjaar heeft Pieck nog een adviserende rol gehad. Nog steeds worden er ontwerpen van Anton Pieck gerealiseerd of als inspiratie gebruikt; zijn manier van ontwerpen en kleurgebruik worden nog altijd gebruikt en vormen de basis van alles wat de Efteling nog bouwt. Zijn opvolger eiste dan ook dat elke uitbreiding van de Efteling in de geest van Pieck zou zijn.

### Autotron

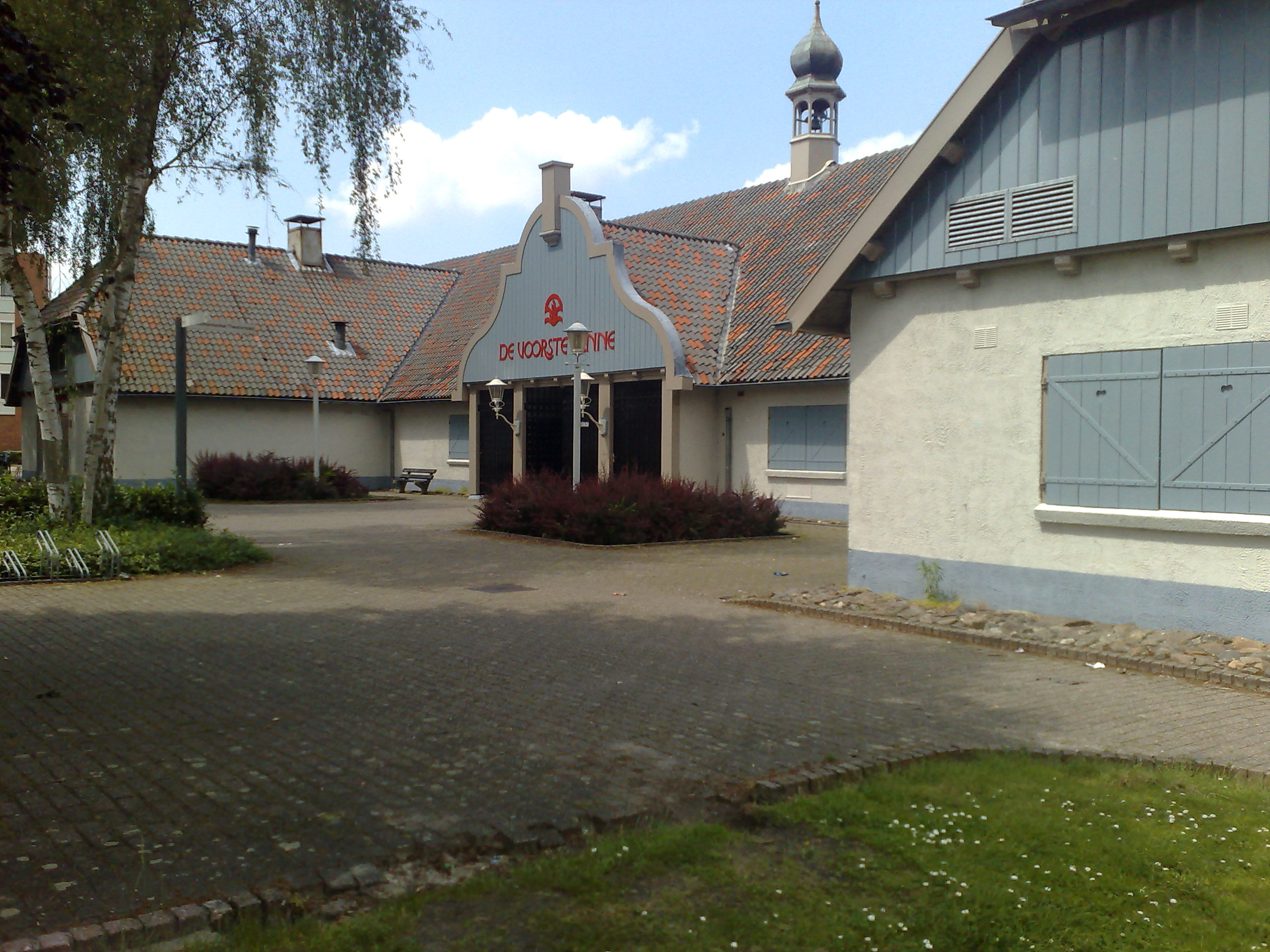
De Voorste Venne

In 1968 werd Anton Pieck benaderd om een gebouw te ontwerpen voor de verzameling oldtimers van scheepsschroevenfabrikant Max Lips. Dit gebouw werd in 1972 in Drunen geopend. Het werd een indrukwekkend gebouw met kantoren, een restaurant en expositieruimtes. Toen dit Autotron wilde uitbreiden met een attractiepark, maar daar geen toestemming voor kreeg, werd het Autotron verplaatst naar Rosmalen. Het gebouw in Drunen bleef bewaard en heeft nu diverse andere bestemmingen. De naam is veranderd in De Voorste Venne.

## Waardering
In de jaren na de oorlog werd het werk van Pieck door sommigen wel smalend afgedaan als in 'Hans-en-Grietje-stijl', een overdreven nostalgische stijl met gebrek aan ernst. Vlak voor zijn dood zei Pieck nog dat hij in kringen van het Stedelijk Museum Amsterdam gehaat werd: 'Ze haten mij, omdat ze vinden dat het niet in deze tijd te pas komt dat je met dit burgermanswerk toch een plaatsje vindt.'

## Anton Pieck Museum

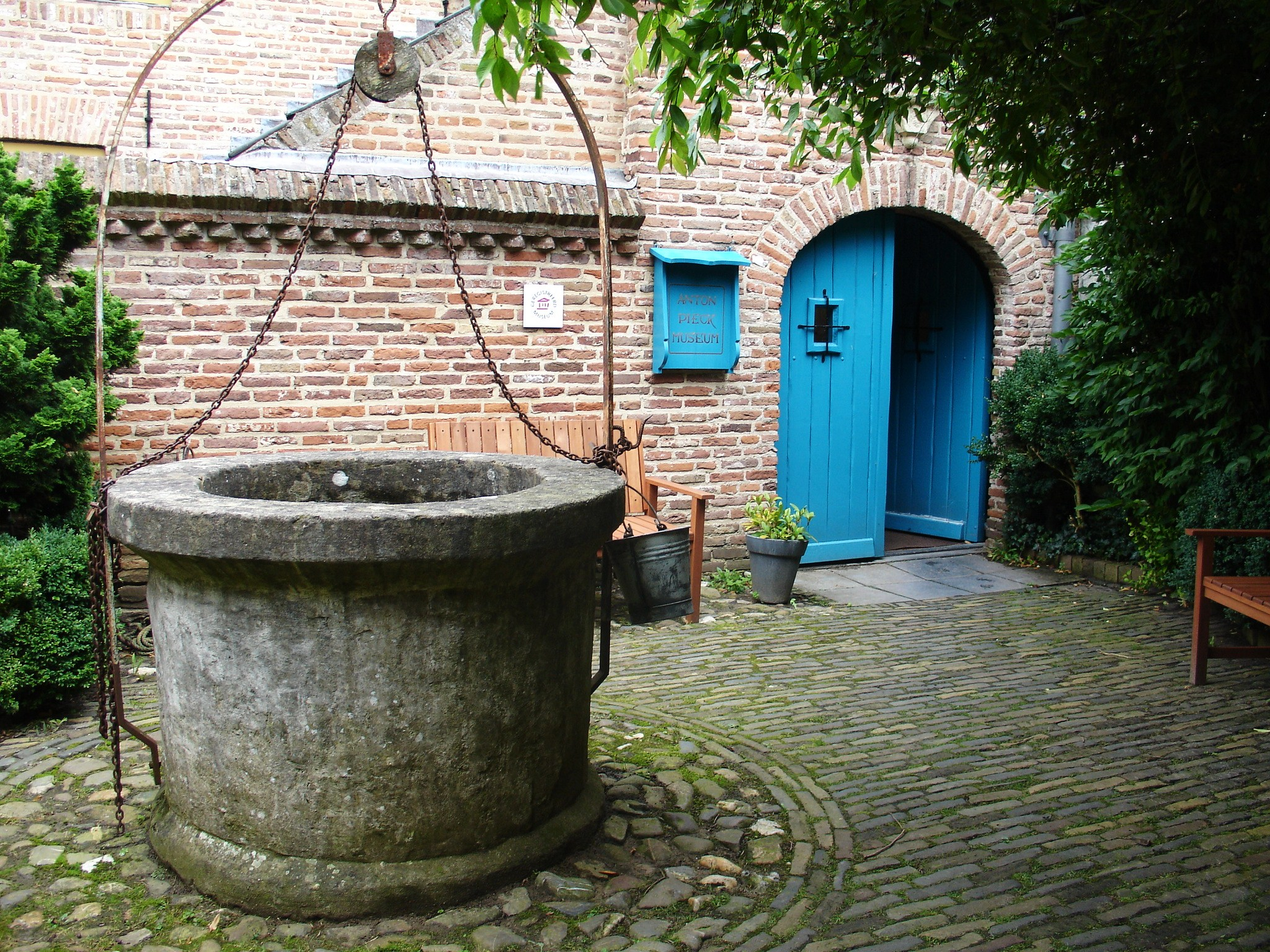
Het Anton Pieckmuseum

Sinds 1984 is in het Gelderse Hattem het Anton Pieck Museum gevestigd, Huis voor Anton Pieck geheten.

## Tentoonstelling
In 2008 was in De Hallen in Haarlem een groot kunsthistorisch overzicht - Tevreden Tijd - te zien van het werk van Anton Pieck. Deze tentoonstelling liet Pieck zien als een romanticus, met een grote liefde voor de natuur en terugverlangend naar een mooier verleden.

## Werk in openbare collecties (selectie)
- Anton Pieck Museum, Hattem
- Efteling Museum, Kaatsheuvel
- Rijksmuseum Amsterdam[28]

## Trivia
- In de reeks Suske en Wiske bezoeken de personages tot viermaal toe De Efteling, in De Efteling-elfjes, Fata Morgana, De vliegende klomp en De belhamel-bende. In dit laatste album heeft Pieck zelfs een cameo wanneer Lambik wordt opgebeld door iemand die weet waar Tante Sidonia verblijft.
- Drs. P schreef ooit een lied als hommage aan Piecks gezellige tekenstijl: Winterdorp.
- Anton Pieck eindigde op de 81e plaats tijdens de verkiezing voor De grootste Nederlander in 2004.
- In Kaatsheuvel was een school voor speciaal onderwijs naar Anton Pieck vernoemd. Hijzelf legde in 1983 de eerste steen en als hij naar de Efteling ging, kwam hij ook altijd bij "zijn" school langs. Hij vierde er zelfs zijn 90e verjaardag.[29]
- De beeldhouwer Kees Verkade heeft een bronzen kop van hem vervaardigd, die te vinden is in Overveen.
- In 1987 werd een draaiorgel vervaardigd dat de naam "Anton Pieck" draagt. Op het orgel is werk van Pieck met zijn toestemming gekopieerd. Hij maakte er ook een nieuwe schildering voor, een zelfportret in zijn atelier.
- Na een twee jaar durende renovatie van het centrum in Kaatsheuvel is op 28 mei 2016 het nieuwe dorpshart geopend waarin een nieuw plein de naam Anton Pieckplein heeft gekregen waarvan het straatnaambord door zijn kleindochter onthuld is.

## Publicaties over Anton Pieck
- Ben van Eysselsteijn en Hans Vogelesang, Anton Pieck: zijn leven, zijn werk. Amsterdam/Brussel: Zuid-Hollandse Uitgeversmaatschappij, 1978.
- Ingrid van de Wijer: Anton Pieck en zijn werkkamer. Leuven, De Oude Pers, 1992.
- Paul Arnoldussen en Hans Olink: Twee broers, drie levens. Henri en Anton Pieck. Amsterdam, Lubberhuizen, 2008. ISBN 9789059371002
- Antoon Erftemeijer: Anton Pieck een romantisch tekenmeester. Haarlem, Frans Halsmuseum, 2008.